# Frenze
Frenze är en by i civil parish Scole, i distriktet South Norfolk, i grevskapet Norfolk, i England. Byn är belägen 2 km från Diss. Frenze var en civil parish. Byn nämndes i Domedagsboken (Domesday Book) år 1086, och kallades då Frense/Frisa.